# St. Leon-Rot
St. Leon-Rot is een plaats in de Duitse deelstaat Baden-Württemberg, en maakt deel uit van het Rhein-Neckar-Kreis.
St. Leon-Rot telt 13.771 inwoners.

## Geografie, infrastructuur
St. Leon-Rot ligt in de Boven-Rijnse Laagvlakte; voor de geologie van deze streek zie: Boven-Rijnslenk. 
De gemeente bestaat oorspronkelijk uit twee dorpen, St. Leon en  het 2½ km ten oosten daarvan gelegen Rot. Tussen deze twee oude kernen, aan weerszijden van de Autobahn A 5, is een nieuw centrum voor de fusiegemeente ontwikkeld, met o.a. het gemeentehuis, het grote, door een particulier bedrijf geëxploiteerde evenementencentrum, het openbare zwembad, een winkelcentrum enzovoorts.
Ten noorden van de gemeente kruisen de Autobahn A 5 en de A 6 elkaar op Kreuz Walldorf.
Aan de zuidoostelijke rand van de gemeente, ten oosten van de SAP-bedrijven, en ten westen van het buurdorp Malsch, ligt een klein spoorwegstation, Rot-Malsch. Het ligt aan de spoorlijn Mannheim - Bazel, ongeveer halverwege Mannheim Hauptbahnhof en Karlsruhe Hauptbahnhof; de afstand tot beide stations is circa 37 km.

### Naburige gemeenten
In de richting van de wijzers van de klok, beginnend in het westen:
- Reilingen
- Walldorf
- Wiesloch
- Rauenberg
- Malsch
- Waghäusel
- Kronau.

De twee laatste gemeentes liggen ten zuiden van St. Leon-Rot in de Landkreis Karlsruhe.

## Geschiedenis
De dorpen St. Leon, met een oude kerk, gewijd aan Paus Leo I (St. Leo de Grote), en Rot fuseerden tot de huidige gemeente per 1 januari 1974. Van de middeleeuwen tot aan de Napoleontische tijd lag dit gebied doorgaans in het Prinsbisdom Spiers.
Tot na de Tweede Wereldoorlog waren dit twee welvarende, te midden van vruchtbaar boerenland gelegen, dorpen met o.a. wijnbouw, van 1700-1950 tabakaanplant en teelt van asperges. Later vestigden zich hier enige bedrijven, waaronder het grote softwarehuis, dat zou uitgroeien tot SAP SE. Daardoor werden het welvarende dorpen, met veel inwoners, die een baan in de IT-sector hebben. In 1974 werden de twee dorpen tot één gemeente herenigd (in de middeleeuwen vormden de twee plaatsen ook al enige tijd één parochie). De meeste christenen in de gemeente zijn rooms-katholiek.
Over deze gemeente zijn verder geen historische gebeurtenissen van meer dan plaatselijke of regionale betekenis overgeleverd.

## Economie
Ten zuidoosten van de kern Rot bevindt zich, op een groot bedrijventerrein, een gedeelte van de hoofdvestiging van het wereldwijde softwareconcern SAP SE. De eigenlijke hoofdzetel van deze beursgenoteerde onderneming is Walldorf,  direct ten noorden van St. Leon-Rot. Naar schatting drie- tot vierduizend mensen hebben bij SAP SE in St. Leon-Rot een baan. Dit grote concern oefent d.m.v. sponsoring en doordat veel van zijn medewerkers er wonen grote invloed uit op St. Leon-Rot, ook op sport- en cultuurgebied.
Tussen Wiesloch en Walldorf, direct ten noordoosten van de gemeente St. Leon-Rot, staat een grote fabriek, waar drukpersen en andere machines voor de grafische industrie worden gebouwd. Dit is het al sinds 1850 bestaande, internationaal bekende, bedrijf Heidelberger Druckmaschinen. Niet onmogelijk is het, dat een aantal medewerkers van deze onderneming in St. Leon-Rot wonen.
Het toerisme speelt in deze gemeente geen rol van betekenis; er zijn ook geen grote toeristische attracties of bezienswaardigheden. Evenementen, zoals de zuurkoolmarkt ieder najaar, de kermis (plaatselijk dialect: Kirwe), muziek- en buurtfeesten trekken alleen bezoekers uit de directe omgeving aan.

## Sport
De SAP Golf Club St. Leon-Rot is een in 1997 op kosten van Dietmar Hopp, topman van SAP SE, aangelegde golfbaan, waar veel nationale en internationale toernooien worden gespeeld. De baan bevindt zich ten zuiden van de kern Rot en ten westen van de bedrijventerreinen, waar SAP gevestigd is. De lengte van de baan, die 18 holes heeft, is 6.541 meter. In 2015 werd er de prestigieuze dames-golfwedstrijd Solheim Cup, tussen continentale teams uit Europa en de Verenigde Staten, gehouden.
Op een sportcomplex te St. Leon speelt TSG 1899 Hoffenheim (vrouwenvoetbal) wedstrijden voor de lagere elftallen, het eerste vrouwenteam speelt sinds 2007 te Hoffenheim; in dat jaar was het eerste mannenteam van het nieuwe stadion te Sinsheim gebruik gaan maken. 

## Afbeeldingen

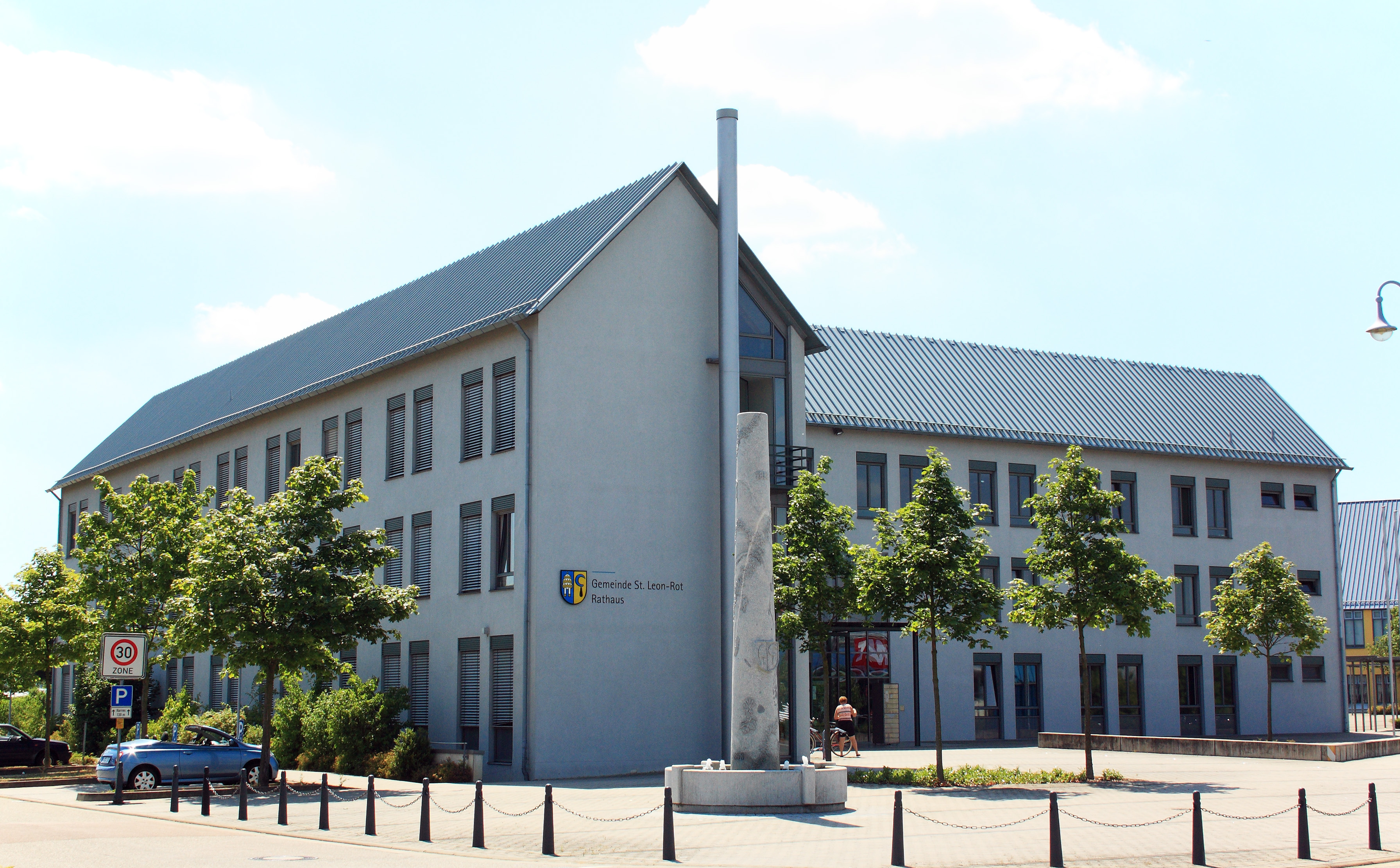
Gemeentehuis (opgeleverd in 1998)
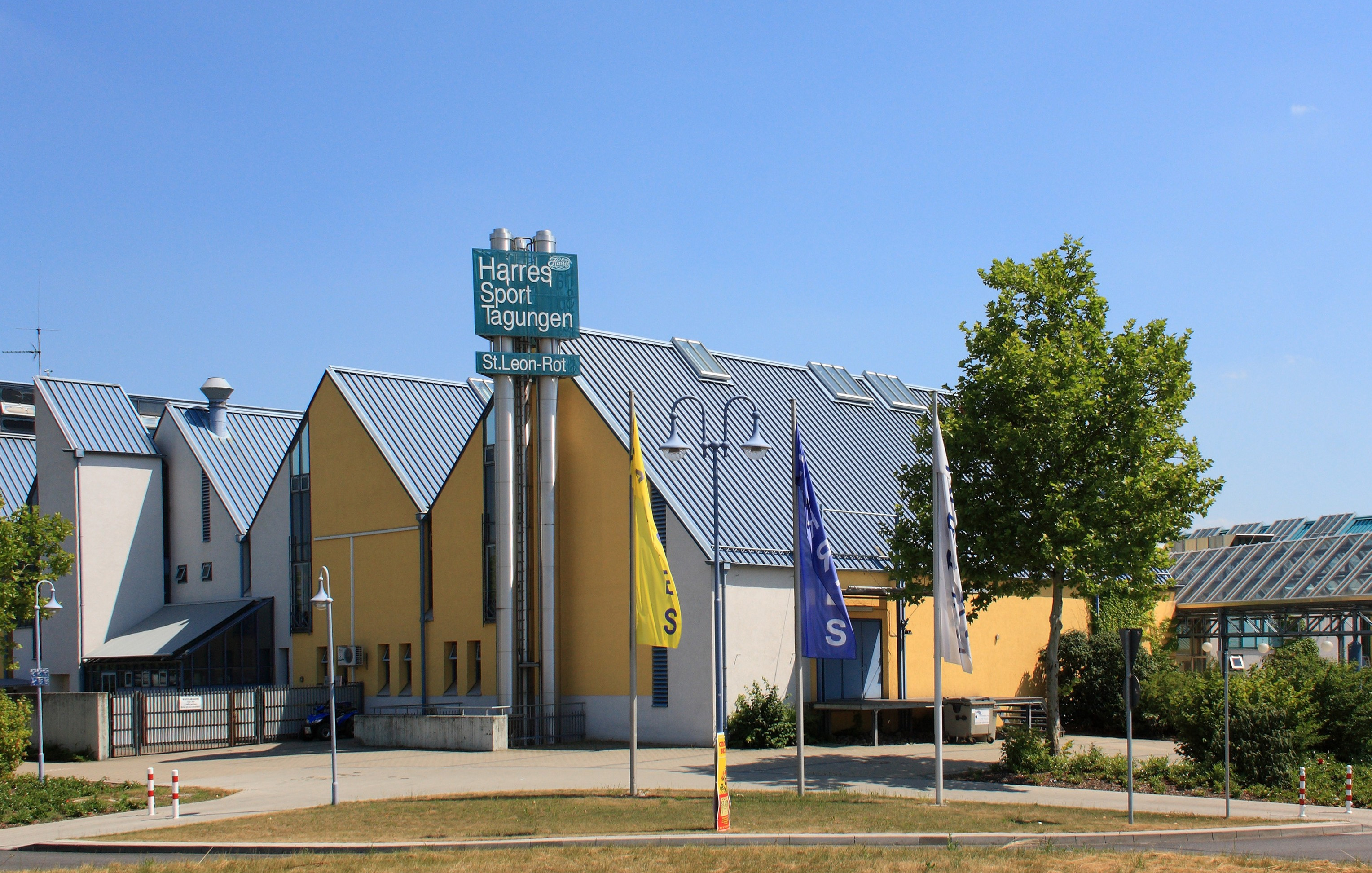
Harres-evenementen-centrum (bouwjaar 1986), in de nieuwe buurt bij het gemeentehuis
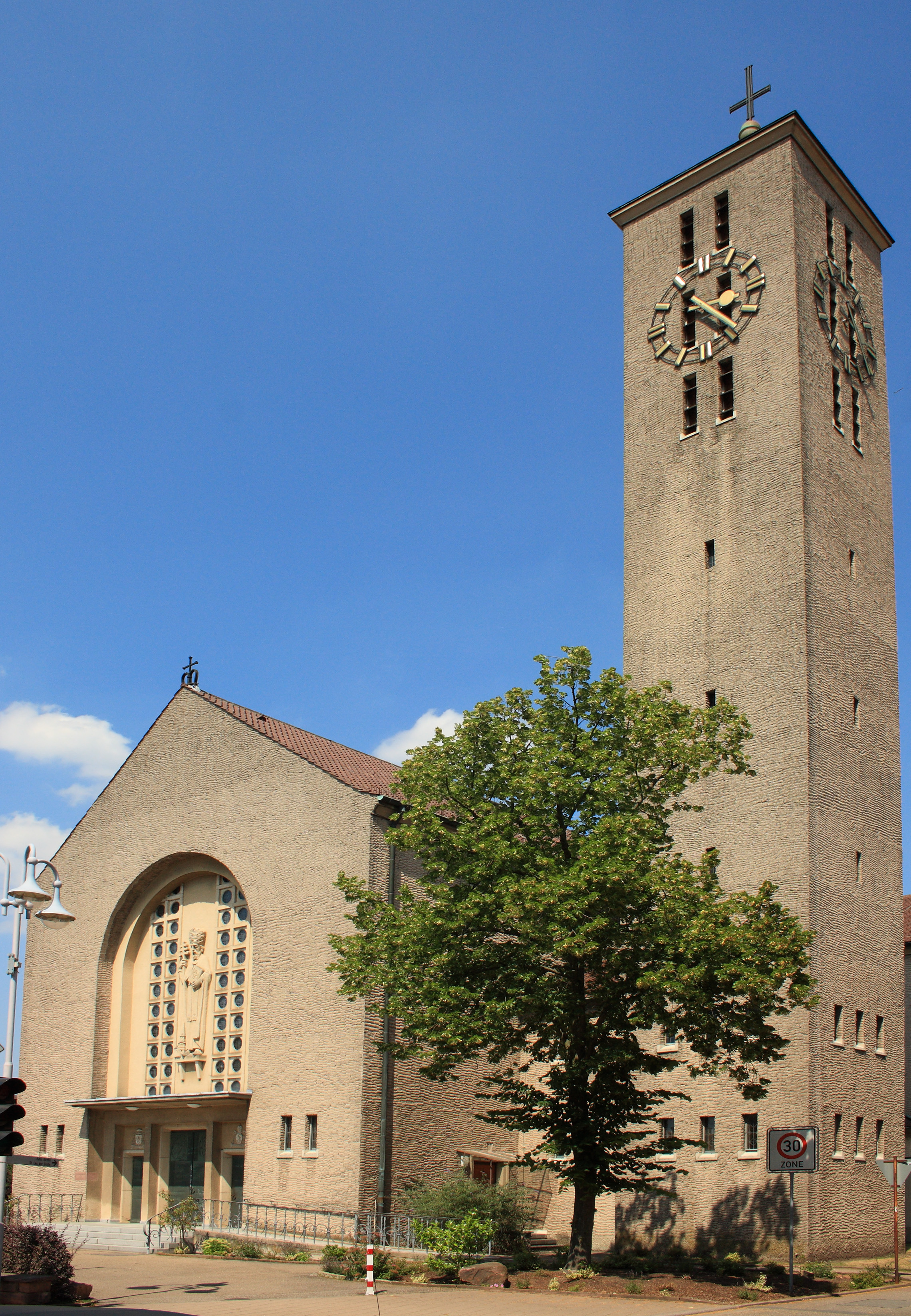
De R.K. Sint-Leo-de-Grotekerk (bouwjaar 1955)
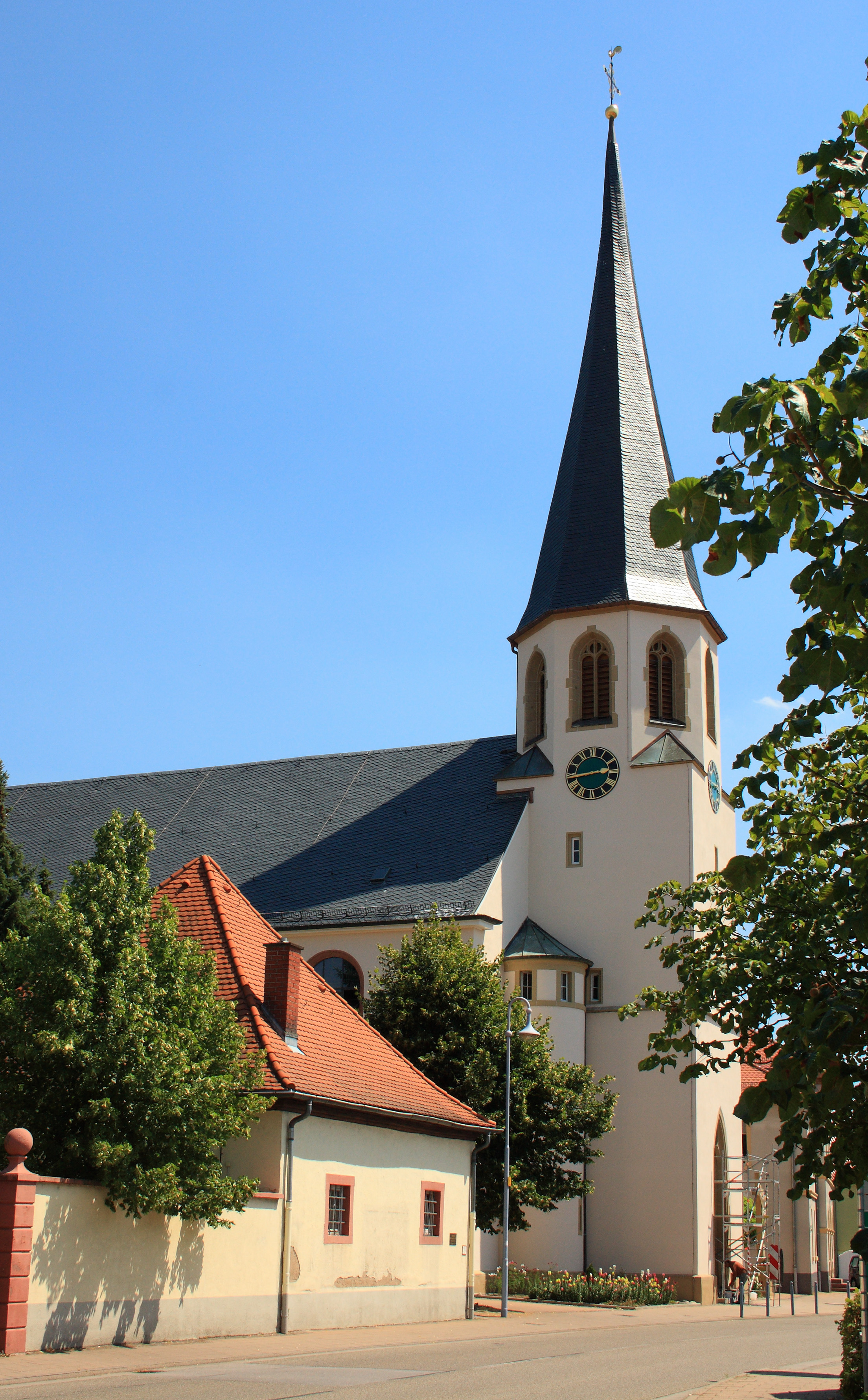
De R.K. St.-Mauritiuskerk, Rot (1814-1955; toren laat-15e-eeuws)
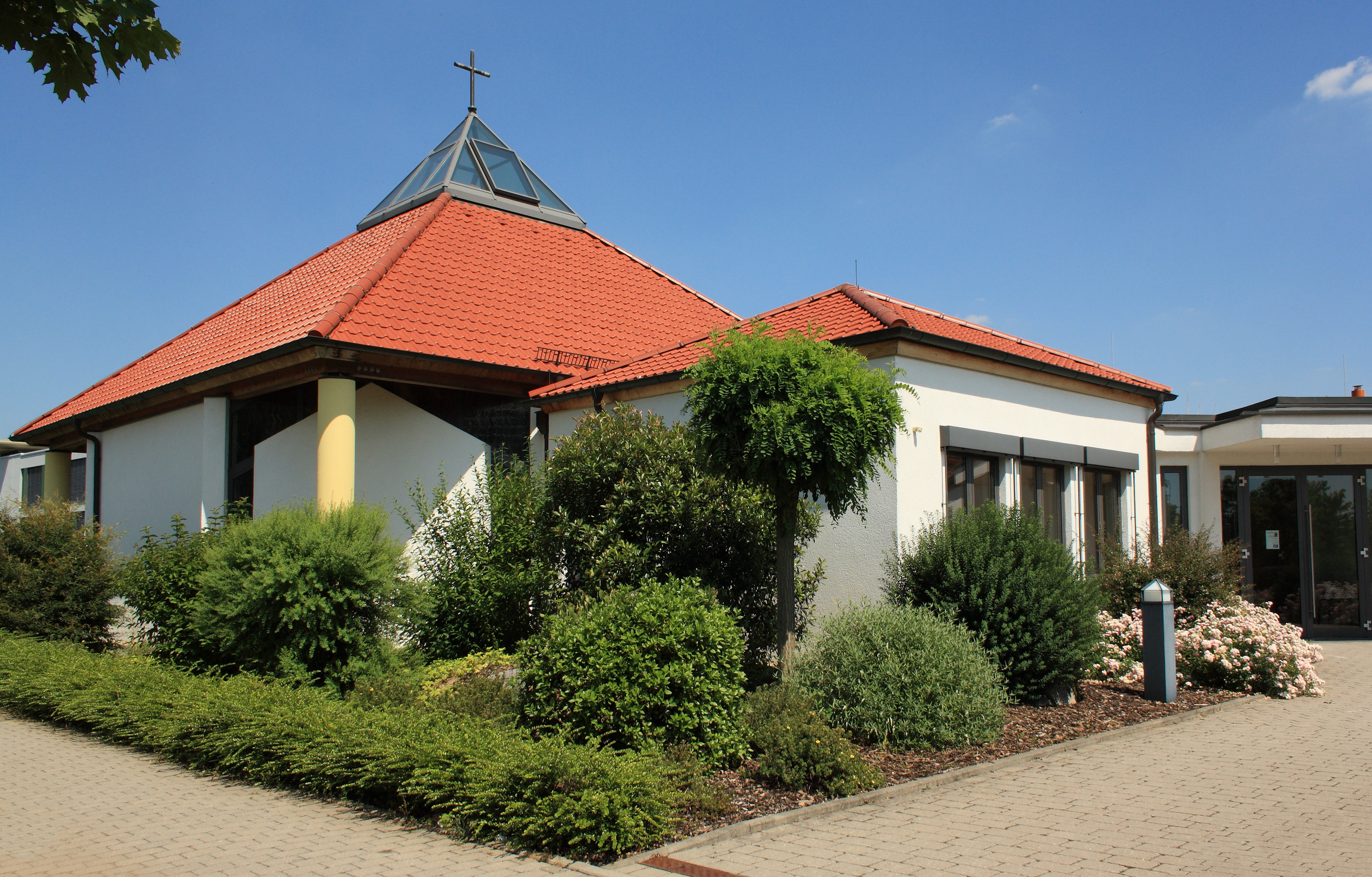
De nieuwe evang.-lutherse Christuskerk (bouwjaar 2003)
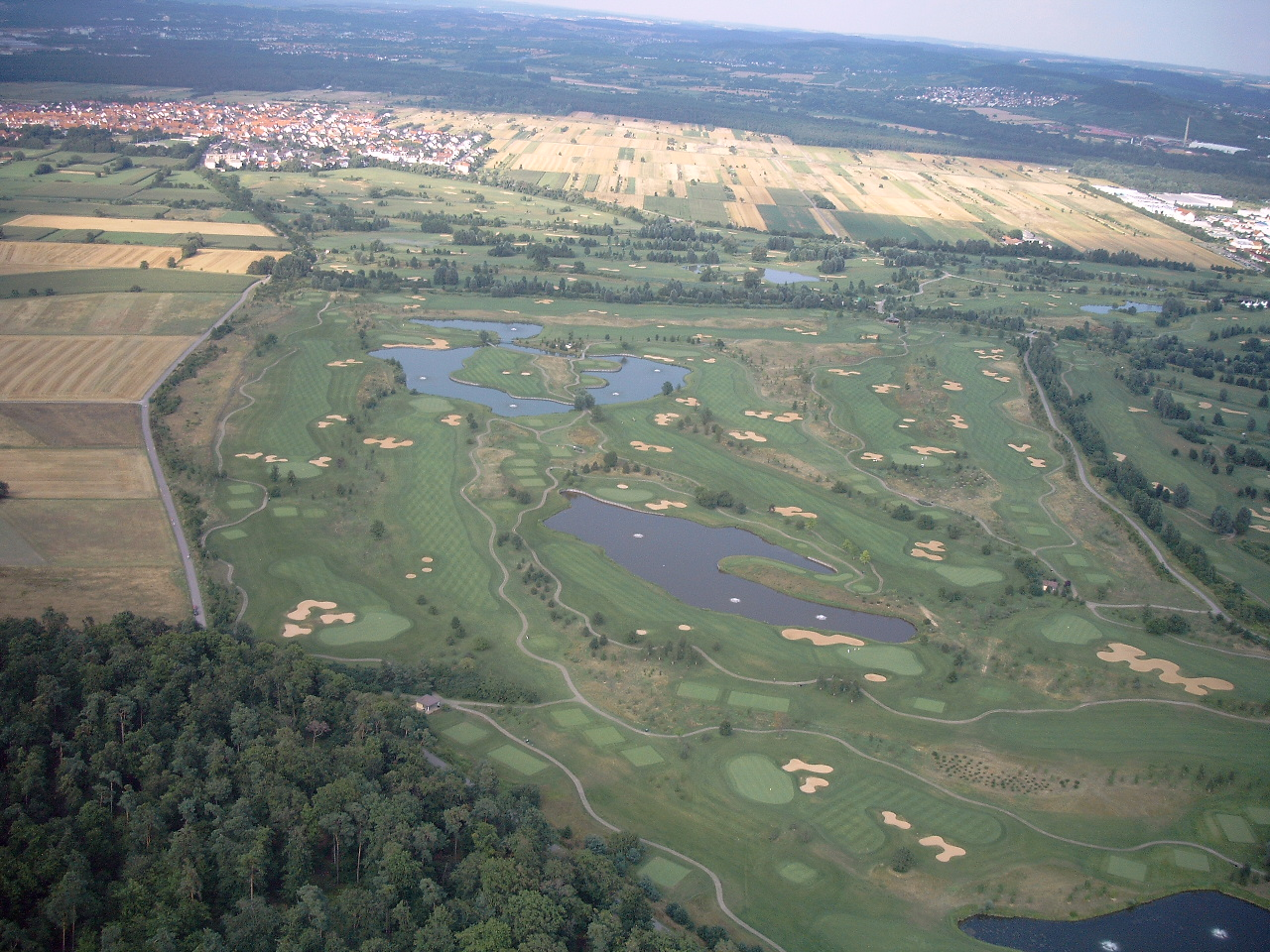
Luchtfoto van de golfbaan
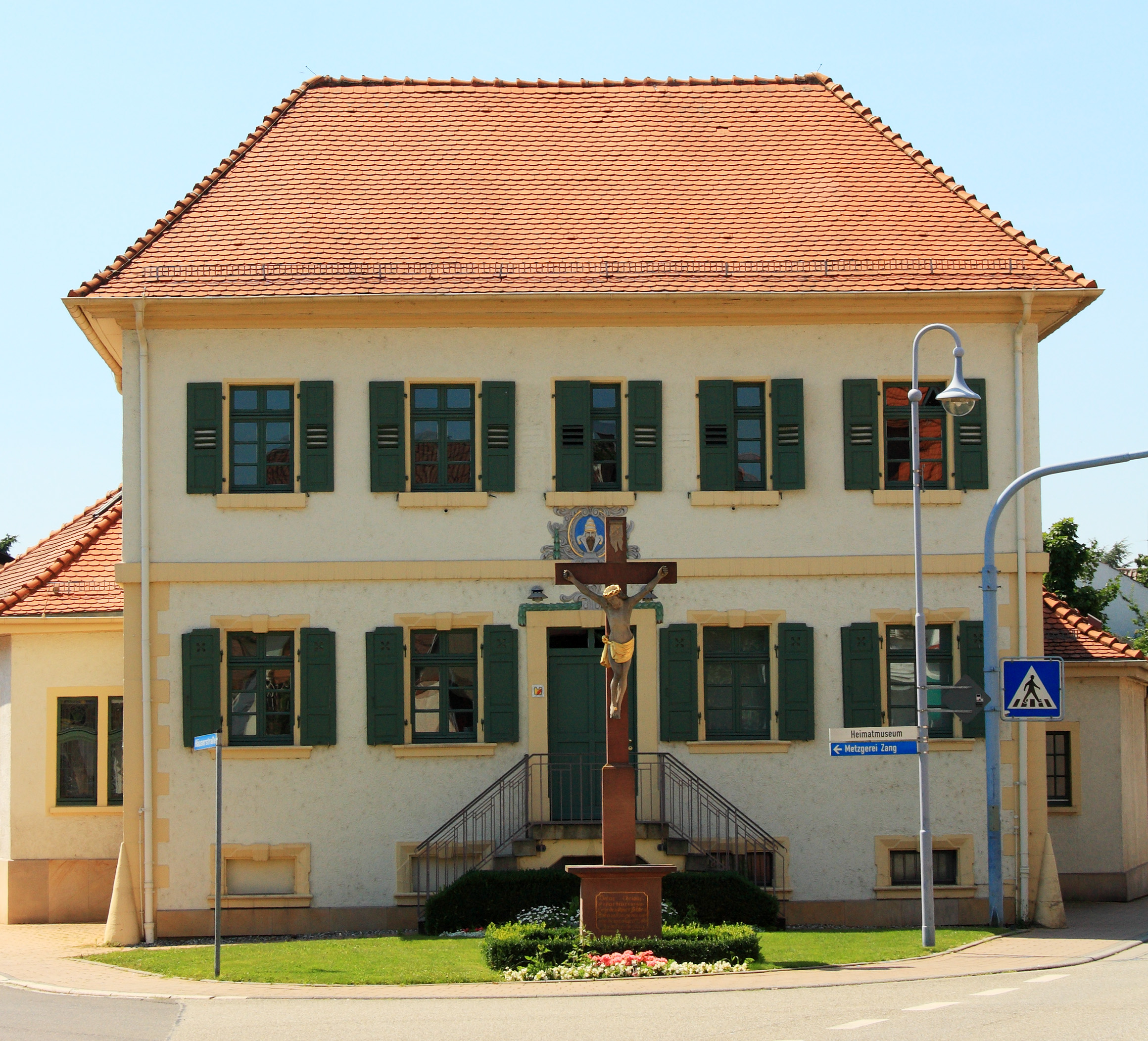
Het Heimatmuseum van St. Leon-Rot
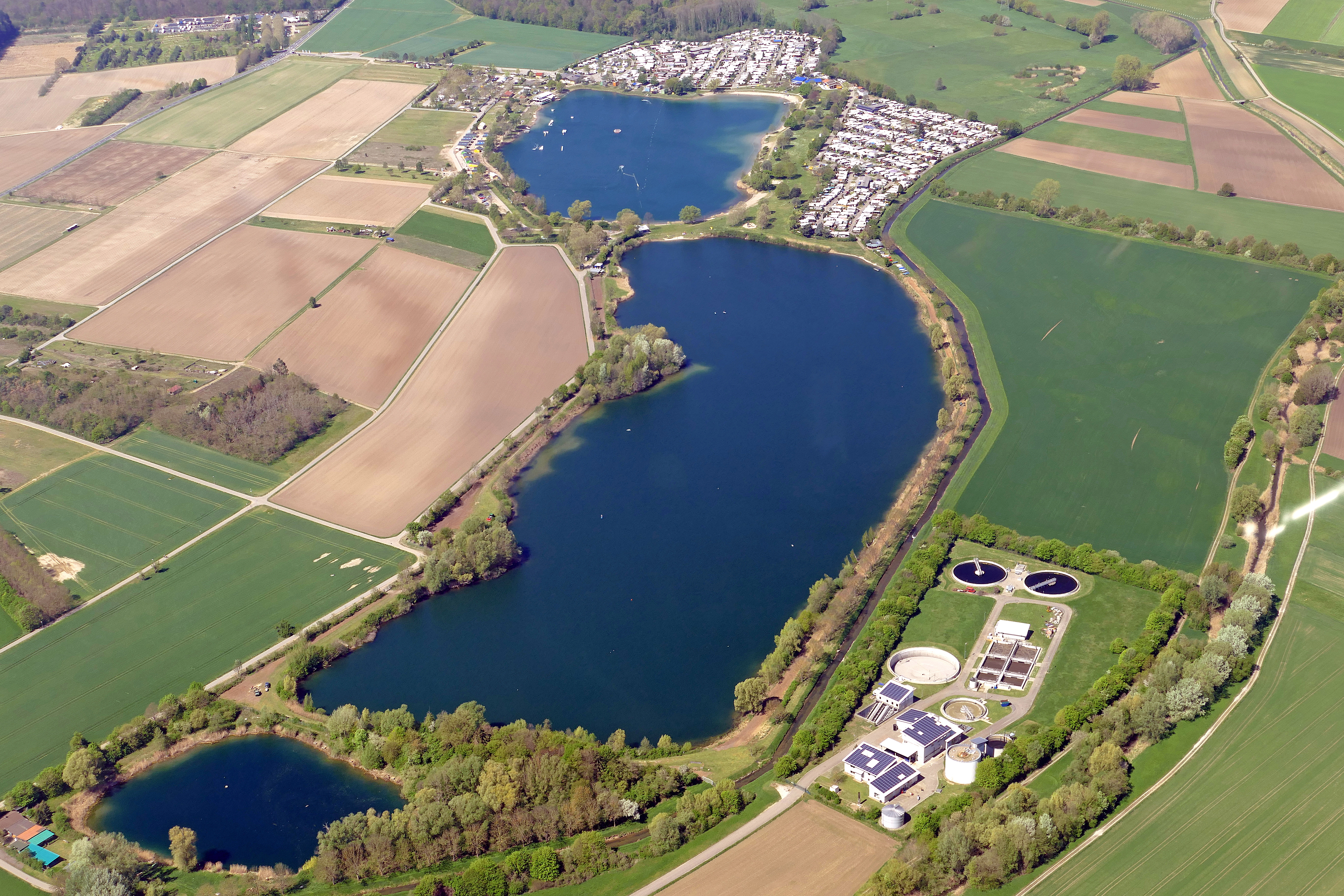
Recreatieplas met camping St. Leoner See (direct ten noorden van St. Leon)

## Persoonlijkheden
- Franz „Schnuckenack“ Reinhardt (* 17 februari 1921 te Weinsheim bij Bad Kreuznach; † 16 april 2006 in Heidelberg), in Duitsland beroemd jazzmusicus (violist) van Sinti-origine, trad vooral in de jaren-1970, meestal als lid van een kwintet, op (muziekgenre: gipsyjazz). Hij was een ver familielid van Django Reinhardt, en woonde van 1982 tot kort vóór zijn dood in St. Leon-Rot.
- De Nederlandse bioloog Ad Konings woonde en werkte van 1991-1996 meestal in St. Leon-Rot.

Altlußheim · Angelbachtal · Bammental · Brühl · Dielheim · Dossenheim · Eberbach · Edingen-Neckarhausen · Epfenbach · Eppelheim · Eschelbronn · Gaiberg · Heddesbach · Heddesheim · Heiligkreuzsteinach · Helmstadt-Bargen · Hemsbach · Hirschberg an der Bergstraße · Hockenheim · Ilvesheim · Ketsch · Ladenburg · Laudenbach · Leimen · Lobbach · Malsch · Mauer · Meckesheim · Mühlhausen · Neckarbischofsheim · Neckargemünd · Neidenstein · Neulußheim · Nußloch · Oftersheim · Plankstadt · Rauenberg · Reichartshausen · Reilingen · Sandhausen · Schönau · Schönbrunn · Schriesheim · Schwetzingen · Sinsheim · Spechbach · St. Leon-Rot · Waibstadt · Walldorf · Weinheim · Wiesenbach · Wiesloch · Wilhelmsfeld · Zuzenhausen